# Asamat Jesqarajew

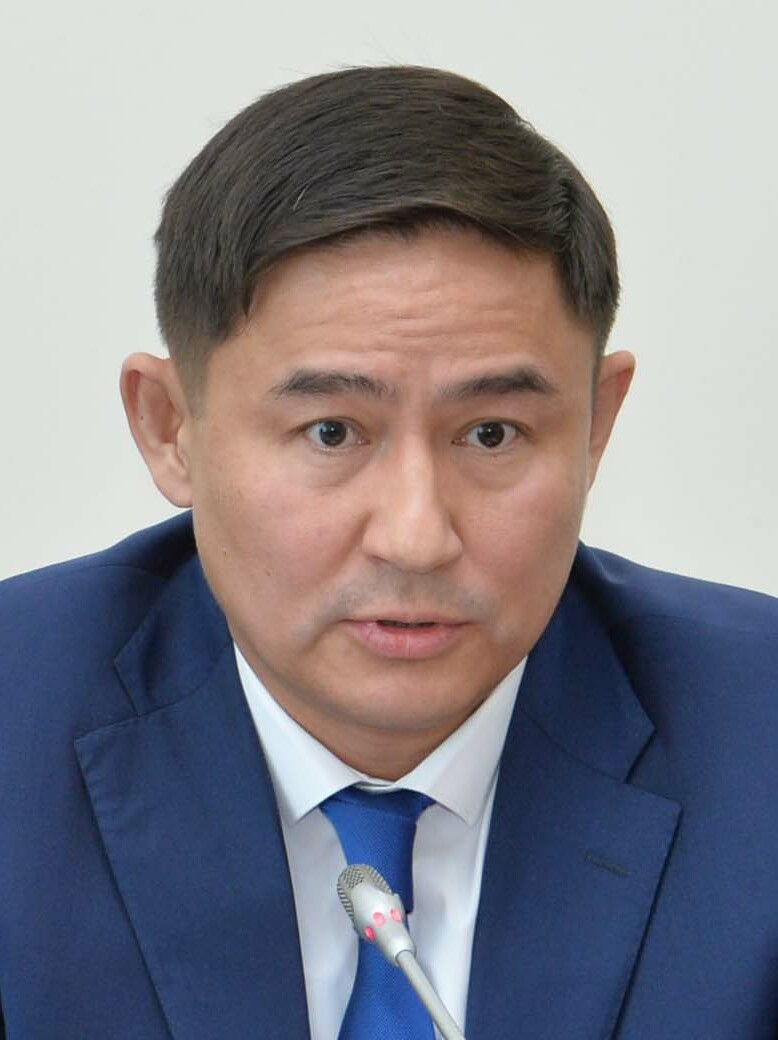
Asamat Jesqarajew (2023)

Asamat Nessipbajuly Jesqarajew (kasachisch Азамат Несіпбайұлы Есқараев Azamat Nesıpbaiūly Esqaraev, russisch Азамат Несипбаевич Ескараев Asamat Nessipbajewitsch Jeskarajew; * 7. Oktober 1979 in Alma-Ata, Kasachische SSR) ist ein kasachischer Politiker und Diplomat.

## Leben
Jesqarajew wurde 1979 in Alma-Ata geboren. Er studierte an der Kasachischen Universität für humanitäres Recht, wo er einen Abschluss erlangte.
Seine berufliche Laufbahn begann er als Arbeiter im Kraftwerk Almaty-2 bevor er ab Juli 2000 für mehrere Jahre in verschiedenen Positionen im kasachischen Justizministerium arbeitete. Zwischen 2005 und 2006 arbeitete er in der Stadtverwaltung von Almaty. Danach leitete er von 2006 bis 2007 die Rechtsabteilung des Kazyna Sustainable Development Fund und war anschließend erneut Berater für Rechtsfragen im Justizministerium. Von Juli 2007 bis 2008 war er Assistent von Justizministerin Saghipa Balijewa und danach Abteilungsleiter im Ministerium und zwischen 2012 und 2014 Abteilungsleiter in der Agentur zur Bekämpfung von Wirtschaftskriminalität und Korruption. Zwischen 2014 und 2019 war er stellvertretender Leiter der Rechtsabteilung des Büros des kasachischen Premierministers. Anschließend war Jesqarajew bis Januar 2023 Leiter der Rechtsabteilung im Büro des Premierministers.
Nachdem der bisherige Justizminister Qanat Mussin entlassen und stattdessen als Richter an das Verfassungsgericht berufen worden war, wurde Jesqarajew am 4. Januar 2023 zu seinem Nachfolger als neuer Justizminister ernannt. Am 9. Januar 2025 wurde er als Minister entlassen. Anfang April 2025 wurde er zum kasachischen Botschafter in Indien ernannt.